# Mitterrimbach
Mitterrimbach (früher Huberrimbach) ist ein Gemeindeteil der Gemeinde Obertaufkirchen im oberbayerischen Landkreis Mühldorf am Inn.

## Geographie
Mitterrimbach liegt naturräumlich orographisch im Rimbachtal, das sich nördlich zum Isental bei Schwindegg hin öffnet, auf einer Höhe von 450 m ü. NHN. Westlich des Ortes steigt das Gelände zu dem auf 511 m ü. NN etwas höher gelegenen Waldgebiet Hangmaul hin an, das zum großen Teil dem Erzbistum München Freising gehört. Östlich erstreckt sich ein Höhenzug, der das Rimbachtal vom Ornautal trennt und bis nach Schwindegg reicht. Der Rimbach ist ein etwa 10 km langer Bach in den oberbayerischen Landkreisen Erding und Mühldorf am Inn, der durch das Gattergebirge verläuft. Der Rimbach hat zwei Quellbäche. Diese entspringen nordwestlich von Wies (östlich von St. Wolfgang) auf rund 560 m Höhe. Der Rimbach fließt zuerst in östlicher Richtung, ab der Einöde Brenner in nordöstlicher Richtung bis Mitterrimbach. Ab hier verläuft er in nördlicher Richtung – durch eine Anhöhe getrennt weitgehend parallel zum Ornaubach – bis zur Einmündung in die Goldach westlich von Schwindegg. Insgesamt überwindet der Rimbach einen Höhenunterschied von rund 110 Metern. Der Rimbach ist auf seiner gesamten Strecke Teil des Fauna-Flora-Habitat-Gebiets Isental mit Nebenbächen.
Die drei Ortschaften Oberrimbach, Mitterrimbach und Friedlrimbach, die alle politisch zu Obertaufkirchen gehören, liegen in Fließrichtung des Baches linker Hand davon. Das Dorf Rimbach (früher auch Unterrimbach), das politisch schon immer zur Gemeinde Schwindegg gehörte, liegt beidseits des Baches Rimbach, wobei der am Bachlauf rechts liegende Teil der ältere (bereits als Edelsitz erwähnt um Anno 800 ) mit der ehemaligen Burg aus Holz war, die aber seit Urzeiten nicht mehr existiert. Links des Baches befinden sich drei kleine Siedlungshäuser, die erst im 19. oder 20. Jahrhundert dazugekommen sind.
Die nächstgelegenen größeren Städte sind östlich gelegen die Kreisstadt Mühldorf am Inn ca. 25 km entfernt, westlich gelegen Dorfen 13 km und Landshut 45 km entfernt sowie südlich gelegen die Landeshauptstadt München mit einer Entfernung von 60 km. Die Grenze zu Österreich ist am nächstgelegen bei Burghausen (Maria Ach) mit 60 km Entfernung.

Mitterrimbach von NNO

## Geschichte
In den bayrischen Annalen erscheint 1340 ein Brief der Schönproner zu Schönpronn (heutiges Schönbrunn) Wernherr und Heinrich anno 1340 ein Brief an das Kloster Ramsau, in der es um die Hueb zu Rinbach geht. Da es sich bei Rimbach (Gemeinde Schwindegg), das nachgewiesenermaßen älter ist (erste urkundliche Erwähnungen des Edelsitzes derer zu rintpah um das Jahr 800) und es sich hierbei um einen Edelsitz handelte, ist in diesem Brief wohl der Kern des früheren Ortes Mitterrimbach gemeint.
Namenserklärung: Hube = ganzer Hof, halber Hof oder auch 1/4 Hof. Die Größe des Hofes sagte aus, was ein ganzer ganzer-halber-oder viertel Hof war. Eine Hube bewirtschafteten die ersten freien Bauern + Rimbach, das Flüsschen das durch das Tal fließt und Namensgeber dafür ist (jetzt Rimbach früher > rintpah > Rintpach > Rinbach, übersetzt: ‚Bach der Rinder‘).
Das Haufendorf erscheint in den 1810er Jahren im bayerischen Urkataster mit neun Höfen unter dem Namen Huber Rinnbach.
Den Namen Huberrimbach führte das Dorf bis ca. 1830 und wurde dann mit der Zeit in Mitterrimbach umbenannt.
Das Dorf Mitterrimbach sowie die Einöde Oberrimbach und das Dorf Friedlrimbach gehörten seit der Gemeindegründung um 1818 immer zu Obertaufkirchen. Vor der Gründung der politischen Gemeinde waren diese Orte bereits, wie auch zur jetzigen Zeit, nach Obertaufkirchen gepfarrt. In den 1970er Jahren entstand in der Rimbacher Au genannten Flur eine Wochenendsiedlung mit ca. 15 Parzellen die jeweils mit einem sogenannten Schwedenhaus in Holzbauweise (steiles Dach bis zum Boden) bebaut sind.
In den 1990er Jahren wurde daraus amtlich die Siedlung (Ort) Rimbachau.
2017 leben im Ort Mitterrimbach 59 Einwohner in 15 Haushalten davon noch vier landwirtschaftliche Betriebe im Haupterwerb mit dem Schwerpunkt Milchviehhaltung, Viehzucht und Energiewirtschaft.

## Verkehr
Eine Gemeindestraße erschließt den Ort nach Norden hin, kommend von der Staatsstraße 2084 über Rimbach-Friedlrimbach kommend nach Mitterrimbach, dort in Mitterrimbach trifft sich diese Straße mit der Gemeindeverbindungsstraße kommend von Obertaufkirchen und Frauenornau und diese verbinden sich an einer Kreuzung zur gemeinsamen Gemeindeverbindungsstraße über Oberrimbach Weitermühle Reinthal-Lacken und Stift zu der Staatsstraße zu der Kreisstraße MÜ 29 bei Oberornau hin.
Unmittelbar nördlich des Ortes Mitterrimbach und südlich des Ortes Friedlrimbach verläuft die Bundesautobahn 94. Für den Bau der 240 m langen, talüberspannenden Brücke wurde im Jahr 2016 mit den Vorarbeiten begonnen. Die ersten Fundamente für die Brückenpfeiler wurden im Februar 2017 betoniert. Zum Ende des Jahres 2017 waren alle Brückenpfeiler betoniert und eine Fahrtrichtung zu 80 % fertiggestellt. Auch die Erdarbeiten der Fahrbahnen zwischen Rimbach und Ornautalbrücke sowie die Strecke nach Mainbach waren 2017/2018 schon weit fortgeschritten. Die Betonarbeiten an der Autobahnbrücke über das Rimbachtal wurden Mitte Dezember 2018 mit einem Feuerwerk der Arbeiter abgeschlossen.

## Wasserversorgung
Die Ortschaften Mitterrimbach mit Oberrimbach verfügen über einen zentralen Wasserbeschaffungsverband, der ca. 1950 gegründet wurde.
Erster Vorsitzende wurde der damalige Kobewirt Johann Huber.
Alle Anwesen der genannten Orte wurden umgehend mit einer Zuleitung aus der neu gebauten Wasserreserve im Waldgebiet Oberrimbach/Reuth versorgt.
In den 1980er Jahren wurde an der Wasserreserve ein neuer Tiefbrunnen gebohrt, da der Zufluss des Oberflächenwassers nicht mehr ausreichte, die angeschlossenen Anwesen zu versorgen.
Der Wasserbeschaffungsverband versorgt außerdem die Einöde Reuth sowie die Wochenendsiedlung Rimbachau mit Brauch- und Trinkwasser.

## Abwasser
Die Einwohner der Ortschaft Mitterrimbach lehnten einen Anschluss an das Abwasserkanalnetz der Gemeinde ab.
Das anfallende Abwasser wird in eigenen geprüften Anlagen gereinigt und abgeleitet.

## Elektrizitäts- und Wärmeversorgung
Zuständiger Verteilnetzbetreiber Strom für Mitterrimbach ist die Westenthanner Energieversorgung aus Mainbach.
Fast der gesamte Ort Mitterrimbach ist an das Wärmeleitungsnetz der Fa Marketsmüller und deren Biogasanlage angeschlossen.